# Anahita zoroides
Anahita zoroides is een spinnensoort in de taxonomische indeling van de kamspinnen (Ctenidae).
Het dier behoort tot het geslacht Anahita. De wetenschappelijke naam van de soort werd voor het eerst geldig gepubliceerd in 1994 door Joachim Schmidt & Otto Krause.